# Стрілець (сузір'я)

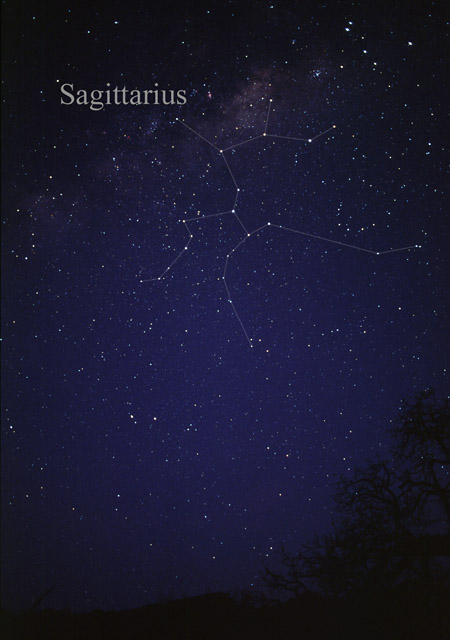
Стрілець неозброєним оком.

Стріле́ць (лат. Sagittarius) — зодіакальне сузір'я, що лежить між Козерогом і Скорпіоном. Сонце перебуває у сузір'ї Стрільця з 17 грудня до 21 січня. Найкращі умови для спостережень у червні-липні.

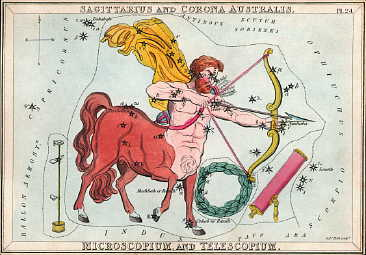
Сузір'я Стрільця, Південної Корони, Мікроскопа та Телескопа із «Дзеркала Уранії», набору карток сузір'їв виданого в Лондоні, бл.1825

## Історія

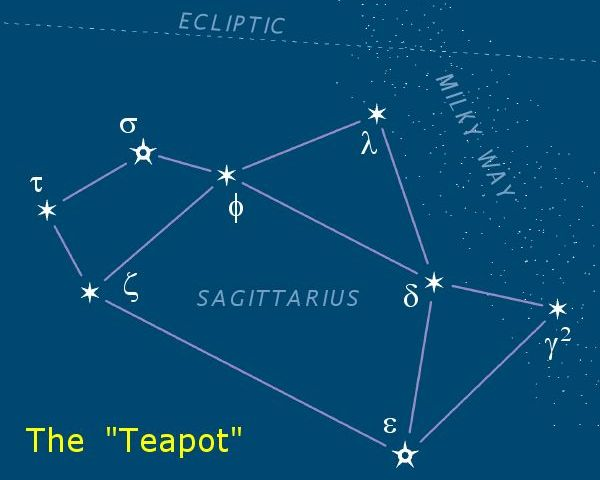
Астеризм «Чайник» у сузір'ї Стрільця, а Чумацький Шлях є «Парою», що виходить з носика «Чайника».

Давнє сузір'я. Вважають, що назву запропоновано Клеостратом. Входить до каталогу зоряного неба Клавдія Птолемея «Альмагест».
Давнім грекам сузір'я уявлялося у вигляді кентавра — міксаморфної істоти з торсом людини на тілі коня. Так само сузір'я зображувалося й на всіх небесних атласах. Грецький міф пов'язує сузір'я Стрільця з кентавром Кротосом, про якого не існує розгорнутих міфів. Інший міф асоціює сузір'я з мудрим Хіроном. Існує компілятивний міф наступного змісту. Вважалося, що винахідником небесного глобуса був кентавр Хірон, що створив його спеціально для подорожі аргонавтів. На глобусі Хірон залишив місце для себе у вигляді зодіакального сузір'я. Але кентавр Кротос випередив Хірона, зайняв його небесне місце, і тому довелося задовольнитися менш почесним за розташуванням сузір'ям Центавра.

## Зорі
Найяскравіші зорі — Епсилон Стрільця 1,8 m і σ 2,0 m.
Зоря α Стрільця (Рукбат) має видиму зоряну величину лише 3,96.
Найближча до Сонця зоря у Стрільці — Росс 154, що перебуває на відстані 9,69 світлових років.

## Значимі об'єкти
Наразі в Стрільці розташована точка зимового сонцестояння, а також центр Галактики, віддалений від нас приблизно на 30 000 світлових років і схований за хмарами міжзоряного пилу.
У Стрільці розташована найкрасивіша частина Чумацького Шляху, велика кількість кулястих скупчень, а також темних і світлих туманностей. Наприклад, Лагуна, Омега (інші назви — Лебідь, Підкова), Потрійна (інша назва — Трьохроздільна), розсіяні скупчення M18, M21, M23, M25 і NGC 6603, кулясті скупчення M22, M28, M54, M55, M69, M70 і M75. У радіодіапазоні в Стрільці помітно кілька яскравих джерел, одне з яких (Стрілець A*) вважають надмасивною чорною дірою у центрі Галактики.
У північно-східній частині сузір'я, неподалік від смуги Чумацького Шляху, на відстані 1,7 млн св. років лежить карликова неправильна галактика NGC 6822, відкрита Е. Барнардом 1884 року.